# Ktesias av Knidos
Ktesias av Knidos (grekiska Κτησίας), var en grekisk läkare och historiker som levde under 400–300-talet f.Kr.
Som ung var han läkare åt Artaxerxes II, som han år 401 f.Kr. följde på en expedition mot dennes yngre bror, Kyros d.y.
Ktesias har författat verk om floder, om Persiens rikedomar, Indika om Indien (vilken är värdefull eftersom den återger persernas syn på Indien), samt ett historieverk om Assyrien och Persien i 23 band, kallad Persika. Persika skrevs i motsats till Herodotos på jonisk dialekt, och sägs bygga på material från de persiska kungliga arkiven.
De första sex banden handlar om Assyrien och Babylon till grundandet av det Persiska riket; de återstående 17 om tiden därefter till 398 f.Kr. Av detta finns fragment bevarade hos Photios, Athenaios, Plutarkos, och särskilt Diodorus Siculus vars andra bok bygger på Persika.
Persikas källvärde har varit kontroversiellt, såväl under antiken som under samtiden. Fastän många auktoriteter skattar det högt, och använder det för att kritisera Herodotos, menar andra att Ktesias inte har något större historiskt värde. De senare grundar sin åsikt på det faktum att Ktesias redovisning av de assyriska kungarna är oförenlig med vad som finns nedtecknat i kilskrift. Satirikern Lukianos hade så låga tankar om Ktesias att han i en berättelse placerar honom på en ö där de onda straffas, men där placerade han även Herodotos och andra historiker.